# Distretto di Moma
Il distretto di Moma è un distretto del Mozambico, facente parte della Provincia di Nampula. Al cui suo interno è stata scattata la famosa foto Il bacio dal fotografo Man Ray